# Чемпіонат Палестини з футболу
Чемпіонат Палестини з футболу може означати один з двох вищих дивізіонів Палестинського футболу, що існують паралельно,:
- Чемпіонат Західного берега з футболу — турнір, який проводиться на території Західного берега річки Йордан.
- Чемпіонат Сектора Гази з футболу — турнір, який проводиться на території Сектора Гази.

## Чемпіони
| Сезон   | Переможець             | Переможець        |
| Сезон   | Західний берег         | Сектор Гази       |
| ------- | ---------------------- | ----------------- |
| 1945    | Ісламі Яффа            |                   |
| 1946    | Шабаб Хайфа            |                   |
| 1947    | Шабаб Хайфа            |                   |
| 1977    | Сільван                |                   |
| 1982    | Шабаб Аль-Халіль       |                   |
| 1984    | Мерказ Тулькарм        |                   |
| 1984-85 | Шабаб Аль-Халіль       | Аль-Ахлі          |
| 1985-86 |                        | Хадамат Аль-Шатія |
| 1986-87 |                        | Хадамат Аль-Шатія |
| 1995-96 |                        | Хадамат Рафах     |
| 1997    | Мерказ Шабаб Аль-Амарі | Рафах             |
| 1997-98 |                        | Хадамат Рафах     |
| 2000    | Тараджі Ваді Аль-Нес   | Шабаб Хан-Юніс    |
| 2005-06 |                        | Хадамат Рафах     |
| 2006    | Мерказ Тулькарм        |                   |
| 2007    | Тараджі Ваді Аль-Нес   |                   |
| 2008-09 | Тараджі Ваді Аль-Нес   | Шабаб Рафах       |
| 2009-10 | Джабаль аль-Мукабер    |                   |
| 2010-11 | Мерказ Шабаб Аль-Амарі | Шабаб Хан-Юніс    |
| 2011-12 | Хіляль Аль-Кудс        |                   |
| 2012-13 | Шабаб Аль-Дахірія      | Джаміят Аль-Салах |
| 2013-14 | Тараджі Ваді Аль-Нес   | Шабаб Рафах       |
| 2014-15 | Шабаб Аль-Дахірія      | Аль-Іттіхад Шуяія |
| 2015-16 | Шабаб Аль-Халіль       | Хадамат Рафах     |
| 2016-17 | Хіляль Аль-Кудс        | Аль-Садаках       |
| 2017-18 | Хіляль Аль-Кудс        | Шабаб Хан Юніс    |
| 2018-19 | Хіляль Аль-Кудс        | Хадамат Рафах     |